# Mark Felt

Mark Felt

William Mark Felt Sr. (* 17. August 1913 in Twin Falls, Idaho; † 18. Dezember 2008 in Santa Rosa, Kalifornien) war ein US-amerikanischer FBI-Ermittler. Aufgrund der Geheimhaltung u. a. der Reporter Bob Woodward und Carl Bernstein von der Washington Post wurde erst nach 33 Jahren am 31. Mai 2005 bekannt, dass er unter dem Pseudonym Deep Throat der wichtigste Informant in der Watergate-Affäre war. Felts Informationen führten am 9. August 1974 zum Rücktritt des US-Präsidenten Richard Nixon.

## Frühe Karriere
Felt erhielt den Grad Bachelor von der University of Idaho und Bachelor of Laws von der George Washington University. Im Jahr 1942 begann er mit seiner Arbeit für das FBI. Er diente für einige Jahre im Hauptquartier des FBI und anschließend auf anderen Posten, darunter in New Orleans, Salt Lake City und Kansas City. Im Jahre 1962 kehrte er ins FBI-Hauptquartier zurück, und im Jahre 1964 wurde er zum Leiter der Inspection Division des FBI benannt. 1971 wurde Felt als Unterstützung von J. Edgar Hoovers Stellvertreter Clyde A. Tolson zum Deputy Associate Director befördert. Als Hoover im Jahre 1972 starb, wurde L. Patrick Gray FBI-Direktor; Felt wurde die Nummer zwei. Er blieb bis zum Juni 1973. In den frühen Jahren beim FBI arbeitete er als sogenannter Nazi-Jäger.

## Watergate
Während der Ermittlungen des FBI zur Watergate-Affäre sandte der zuständige Agent, Charles Nuzum, seine Ermittlungsergebnisse an den Leiter der Investigative Division des FBI und dieser wiederum an Associate Director Mark Felt. Felt sah somit alles vor anderen Abteilungen und auch, bevor es an Gray geleitet wurde. Von dem Einbruch am 17. Juni 1972 bis zum Juni 1973, als die FBI-Ermittlungen zu Ende waren, war Felt an der Schlüsselstelle für FBI-Informationen. Felt war eine der wenigen Personen, die diese Informationen bereits zwei Tage nach dem Einbruch hatten.
Bereits Jahre zuvor hatte der junge Marineoffizier Bob Woodward den FBI-Mann zufällig im Weißen Haus kennengelernt. Woodward hielt den Kontakt auch aufrecht, als er eine journalistische Laufbahn begann, und erhielt immer wieder Informationen von ihm. Als Woodward in der Watergate-Affäre zu recherchieren begann, wollte Felt ihm wegen der Brisanz des Vorganges zunächst keine Auskünfte geben. Erst nachdem Woodward ihm zugesichert hatte, ihn niemals als Quelle bekannt zu geben und auch keine direkten Zitate von ihm zu verwenden, erklärte Felt sich bereit, bei konspirativen Treffen Thesen zu bestätigen, die Woodward bereits aus anderen Recherchen erarbeitet hatte. Gespräche unter diesem Grad der Vertraulichkeit werden in der US-Journalistensprache als „on deep background“ bezeichnet. Daraus entwickelte sich in der Redaktion der Washington Post der Deckname „Deep Throat“ in Anspielung auf einen populären Pornofilm. Bob Woodward und sein Co-Autor, Carl Bernstein, sprachen in „All the President’s Men“, einer Chronologie des Watergate-Skandals, auf Seite 72 das erste Mal von Deep Throat: „Die Stellung jenes Mannes innerhalb der Exekutive war sehr sensibel. Er sagte Woodward nie etwas, das nicht stimmte. Er war es, der Woodward am 19. Juni mitteilte, dass Howard Hunt definitiv in die Watergateaffäre verwickelt war.“

## Die Zeit nach der Watergate-Affäre
In den frühen 1970er-Jahren erlebte Felt eine der turbulentesten Zeiten beim FBI mit. Das FBI verfolgte radikale Personen im sogenannten Weather Underground, die Bomben am Kapitol, dem Pentagon und dem State Department gelegt hatten. Zusammen mit Edward S. Miller autorisierte Felt FBI-Agenten dazu, in Wohnungen geheim einzubrechen, ohne einen Durchsuchungsbefehl zu haben. Beide wurden der Verschwörung angeklagt und am 6. November 1980 von einer Jury verurteilt. Ironischerweise erschien Richard Nixon während der Verhandlung als Zeuge der Verteidigung. Felt wurde zu einer Geldstrafe von 5.000 US-Dollar verurteilt (Miller zu 3.500 US-Dollar); die Anklage hatte eine Strafe von zehn Jahren Gefängnis beantragt. Präsident Ronald Reagan begnadigte beide am 15. April 1981. Nach dem Tod seiner Frau Audrey 1984 zog Felt sich nach Santa Rosa, Kalifornien, zurück, wo auch seine Tochter lebt. Er starb am 18. Dezember 2008 im Alter von 95 Jahren in seinem Haus in Santa Rosa.

## Enttarnung von Deep Throat
Bereits im Februar 2005 deuteten Berichte in den Medien darauf hin, dass Deep Throat krank und dem Tode nahe sei, und dass Woodward einen Nachruf auf ihn geschrieben und Kollegen der Washington Post davon unterrichtet habe.
Am 31. Mai 2005 veröffentlichte das US-Magazin Vanity Fair einen Artikel, in dem Deep Throat als Mark Felt identifiziert wurde. Die Veröffentlichung erfolgte mit Wissen und Zustimmung von Felts Tochter und seinem Anwalt, die sich auf Felts Zustimmung beriefen. Daraufhin bestätigte Bob Woodward Felts Identität.
In den öffentlichen Erklärungen, die ihn enttarnten, bezeichnete Felts Familie ihn als American hero, weil er als Deep Throat Informationen aus moralischen und patriotischen Gründen weitergab. Kommentatoren der Medien meinten allerdings, die Tatsache, dass Felt nach Hoovers Tode nicht zum FBI-Direktor ernannt wurde, habe dazu geführt, dass Felt Rache an Nixon nehmen wollte. Andere meinten, Felts institutionelle Loyalität gegenüber der Institution FBI sei sein Beweggrund gewesen; viele FBI-Verantwortliche glaubten, die Watergate-Affäre habe die Unabhängigkeit ihrer Behörde bewiesen.

## Film
- The Secret Man - The Secret Man